# Königsee
Königsee je město v durynském zemského okresu Saalfeld-Rudolstadt.
Město se do 1. ledna 2019 jmenovalo Königsee-Rottenbach.

## Geografie
Königsee leží na severozápadní hranici okresu.

### Dělení obce
Město je rozděleno na 17 okrsků.
1. Městská část Königsee
  - Königsee
  - Dörnfeld an der Heide
  - Garsitz
  - Horba
  - Lichta
  - Köditz mit Oberköditz und Unterköditz
  - Oberschöbling
  - Unterschöbling
2. Městská část Rottenbach
  - Rottenbach
  - Hengelbach
  - Leutnitz
  - Milbitz
  - Paulinzella
  - Quittelsdorf
  - Solsdorf
  - Storchsdorf
  - Thälendorf

## Volby
| Strana        | Strana                                       | Hlasů - 2013 | % 2013 | Mandátů - 2013 |
| ------------- | -------------------------------------------- | ------------ | ------ | -------------- |
| IWW FW        | IWW-Freie Wähler Königsee-Rottenbach         | 2 590        | 23,5   | 5              |
| FWG           | Freie Wählergemeinschaft Königsee-Rottenbach | 2 524        | 22,9   | 4              |
| CDU           | Christlich Demokratische Union Deutschlands  | 2 377        | 21,6   | 4              |
| LINKE         | Die Linke                                    | 976          | 8,9    | 2              |
| UWGK          | Unabhängige Wählergemeinschaft Königsee      | 882          | 8,0    | 2              |
| SPD           | Sozialdemokratische Partei Deutschlands      | 642          | 5,8    | 1              |
| FDP           | Freie Demokratische Partei                   | 509          | 4,6    | 1              |
| WG FFW        | Wählergruppe Freiwillige Feuerwehr           | 504          | 4,6    | 1              |
| Celkem        | Celkem                                       | 11 004       | 100,0  | 20             |
| Volební účast | Volební účast                                | 66,2         | 66,2   | 66,2           |